# Occhiali da lettura

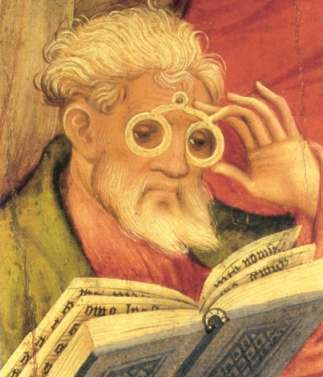
Occhiali da lettura

Gli occhiali da lettura, anche detti occhiali da vicino, sono un tipo di occhiali con particolari lenti oftalmiche adatte a correggere la presbiopia. Servono per migliorare la visione da vicino, per riuscire a leggere, scrivere o mettere a fuoco accuratamente tutto ciò che è a portata di mano. È un ausilio ottico più pratico della semplice lente di ingrandimento, in quanto forma immagini migliori sulla retina, utilizza la visione binoculare e lascia le mani libere di operare all'esigenza.
La presbiopia non rientra nei vizi di rifrazione, per cui questi non sono occhiali da vista, e infatti non vengono specificati come dispositivo ottico obbligatorio alla guida. Tuttavia, su queste lenti è possibile applicare la specifica correzione per i lievi difetti di astigmatismo, spesso presenti anche in occhi emmetropi.
I modelli più economici si trovano in vendita anche dal tabacchino o dal benzinaio (ad esempio), ma sarebbe preferibile utilizzare dei modelli con lenti progettate ad hoc, una per ogni occhio e in base alle diverse esigenze individuali, e costruite ad arte da un ottico specializzato esperto, previa visita oftalmica.
Esistono anche occhiali stenopeici, senza lenti, che sfruttano la diffrazione ottica data da centinaia di microfori, che aiutano sia a fare il lavoro necessario, che ad allenare costantemente i muscoli del cristallino.

## Storia
Si può datare intorno al VII secolo a.C., il reperto proveniente da Ialiso, nell'isola di Rodi (Grecia) ed esposto al museo archeologico, che consiste in una serie di tre lenti realizzate in cristallo di rocca ed incastonate in cornici di bronzo, dotate di una piccola protuberanza che ne consente la presa. Le lenti di diverso potere diottrico sono piano-convesse ed hanno un diametro di circa 1,5 cm. Le cornici di bronzo riportano simboli che consentono l'identificazione dell'ingrandimento della lente. Sarebbero state utilizzate per lavori di oreficeria e per l'incisione di sigilli.

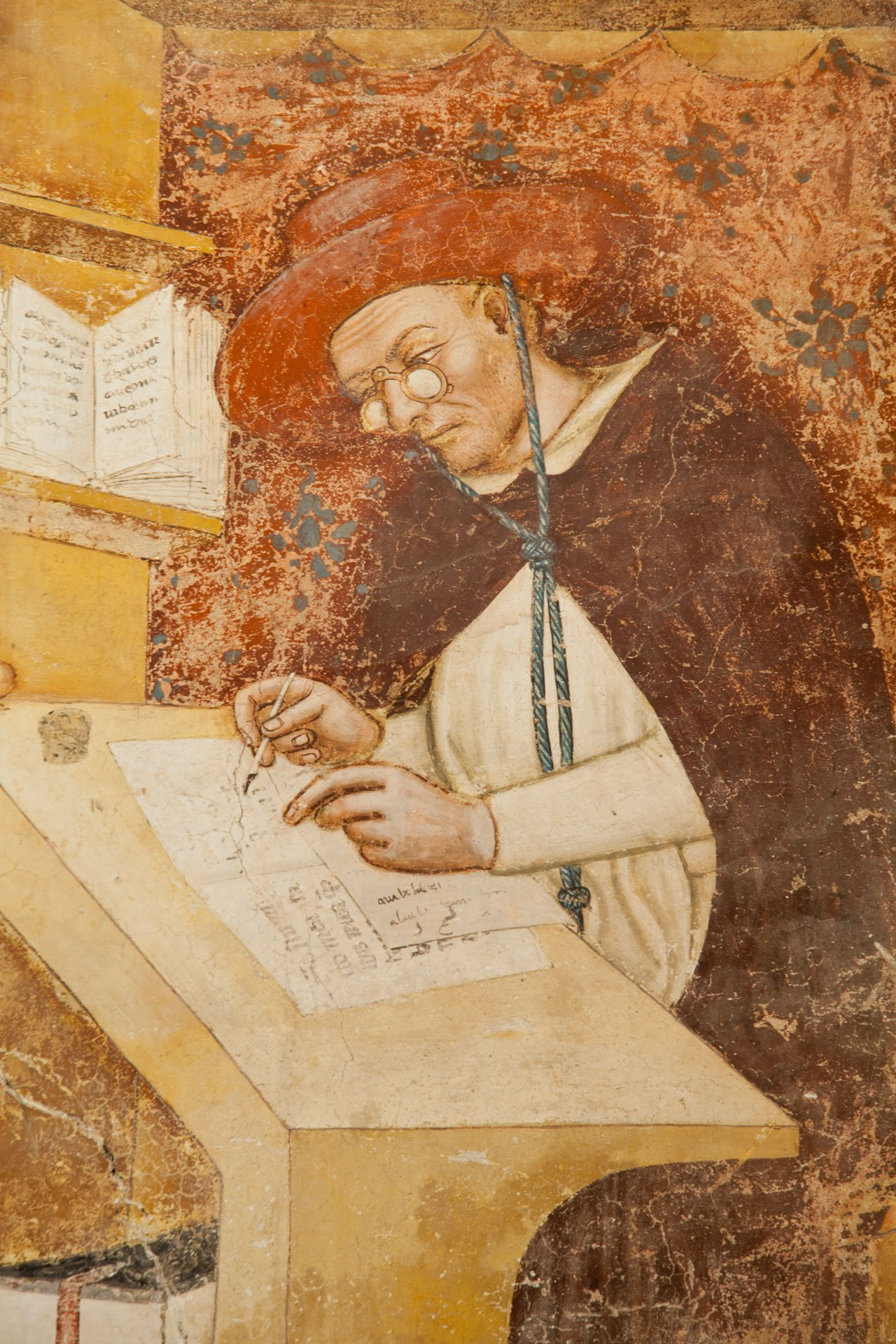
Parte di ritratto del 1352

I primi documenti certi e ancora esistenti, circa gli occhiali da lettura, si trovano in Veneto, in particolare a Treviso, nella Sala del Capitolo del convento domenicano della chiesa di San Nicolò, tra cui il ritratto del cardinale Ugo di Provenza che legge con gli occhiali, e che Tommaso da Modena eseguì nel 1352. Questo affresco è una delle prime testimonianze dell'uso degli occhiali da lettura.
I primi occhiali erano dotati di lenti convesse per rimediare alla presbiopia, ma non è detto che non servissero anche per l'ipermetropia. La loro diffusione a partire dal XIV secolo, ebbe anche conseguenze sull'economia: allungò la vita lavorativa a coloro le cui attività richiedono una buona vista da vicino. Inoltre l'uso degli occhiali incoraggiò l'invenzione di strumenti di precisione, e lo studio e la produzione delle lenti favorì lo sviluppo dell'ottica e della pratica oftalmica.